# Yolanda Blanco
Yolanda Blanco, nikaragovska pesnica, * 5. november 1954, Managua, Nikaragva.  

## Mladost
Med letoma 1970-1971 je obiskovala univerzo Universidad Nacional Autónoma de Nicaragua v Leónu. Med študijem je skupaj z drugimi uveljavljenimi nikaragovskimi pesnicami pripravljala pouk poezije.  Leta 1978 je morala potem, ko so v dom njene družine neupravičeno vdrli sandinisti, prebegniti iz države. Odpravila se je v Venezuelo. Kljub temu, da se je v pesništvu uveljavila že v 80. letih 20. stoletja, ji sandinistični režim ni namenjal pozornosti, saj ni bila članica režimske stranke.  Kasneje je na univerzi Universidad Central de Venezuela diplomirala v književnosti. Delovala je v književnem krožku »Calicanto« venezuelske pisateljice Angele Palacios, dejavna pa je bila tudi na drugih področjih venezuelske poezije. Leta 2005 je za svojo knjigo De lo urbano y lo sagrado prejela nagrado Mariane Sansón Argüello, ki jo vsakoletno podeljuje Zveza nikaragovskih pesnic (ANIDE).
Je pripadnica novega rodu nikaragovskih pesnic, ki so v poezijo tega naroda po 70. letih 20. stoletja vpeljale novo energijo.
Trenutno biva v New Yorku, kjer je zaposlena kot prevajalka, ukvarja pa se tudi z daoizmom. 

## Dela
- Así cuando la lluvia. León, Nikaragva: Editorial Hospicio, 1974
- Cerámica sol. León, Nikaragva: Editorial UNAN, 1977
- Penqueo en Nicaragua. Managua, Nikaragva: Editorial Unión, 1981
- Aposentos. Caracas, Venezuela: Pen Club de Venezuela, 1985
- De lo urbano y lo sagrado. Managua, Nikaragva: Ediciones ANIDE, 2005

## Priporočeno branje
- Seregni, Jerome, ed. Las palabras pueden: los escritores y la infancia. Bogotá, Kolumbija:UNICEF, 2007.
- Yllescas Salinas, Edwin, ed. La herida en el sol. Poesía contemporánea centroamericana. México D.F., Mehika: Universidad Nacional Autónoma de México. 2007.
- Arellano, Jorge Eduardo, ed. Literatura centroamericana: Diccionario de autores centroamericanos. Managua, Nikaragva: Colección Cultural de Centro América Serie Literaria No. 12. 2003.
- Zamora, Daisy, ed. La mujer nicaragüense en la poesía. Antologija. Managua: Nueva Nicaragua, 1992.
- Angleysey, Zoë, ed. Ixok amargo: poesía de mujeres centroamericanas por la paz. Poezija srednjeameriških žena za mir. Dvojezična antologija. Penobscot, Me: Granite Press, 1987.